# World Cup i bandy 2019
World Cup i bandy 2019 för herrar avgjordes i Göransson Arena i Sandviken i Sverige 9 till 13 oktober 2019. Som vinnare stod Bollnäs GoIF efter att ha slagit CKA Neftyanik i finalen.

## Deltagande lag
- 1 lag från  Finland: Veiterä
- 6 lag från  Ryssland: Jenisej, CKA Neftyanik, HK Vodnik, Baikal Energy, Dynamo Moskva, Uralskij Trubnik
- 13 lag från  Sverige: Västerås SK, Hammarby IF, Edsbyns IF, Broberg/Söderhamn Bandy, Sandviken AIK, Villa Lidköping BK, Vetlanda BK, IFK Vänersborg, Bollnäs GoIF, AIK, Åby/Tjureda IF, Frillesås BK, IFK Motala

## Gruppspel
Ettan i respektive grupp och de tre bästa tvåorna gick vidare till slutspel. Till skillnad från tidigare år gav vinst tre poäng i stället för två poäng. Vid oavgjorda matcher utses en vinnare vid inbördes möten av straffslag. Om två lag hamnar på samma poäng avgör inbördes möten. Om tre lag hamnar på samma poäng separeras de av - i tur och ordning - målskillnad, flest gjorda mål och lottning.

### Grupp A
Not: S = Spelade matcher, V = Vinster, O = Oavgjorda matcher, F = Förluster, GM = Gjorda mål, IM = Insläppta mål, MSK = Målskillnad, P = Poäng
| 9 oktober 2019  | kl 22:30 CET | Vodnik - Baikal Energy          | 3 - 1 |
| 10 oktober 2019 | kl 11:30 CET | Vetlanda - Vodnik               | 2 - 4 |
| 10 oktober 2019 | kl 17:00 CET | Villa Lidköping - Baikal Energy | 6 - 4 |
| 11 oktober 2019 | kl 11:30 CET | Vodnik - Villa Lidköping        | 0 - 1 |
| 11 oktober 2019 | kl 13:00 CET | Baikal Energy - Vetlanda        | 4 - 7 |
| 12 oktober 2019 | kl 09:30 CET | Villa Lidköping - Vetlanda      | 7 - 3 |

### Grupp B
Not: S = Spelade matcher, V = Vinster, O = Oavgjorda matcher, F = Förluster, GM = Gjorda mål, IM = Insläppta mål, MSK = Målskillnad, P = Poäng
| 9 oktober 2019  | kl 19:30 CET | Broberg - Hammarby       | 3 - 1 |
| 9 oktober 2019  | kl 21:00 CET | Dynamo Moskva - AIK      | 1 - 0 |
| 10 oktober 2019 | kl 14:30 CET | Broberg - AIK            | 2 - 4 |
| 10 oktober 2019 | kl 22:00 CET | Hammarby - Dynamo Moskva | 2 - 4 |
| 11 oktober 2019 | kl 17:00 CET | Broberg - Dynamo Moskva  | 3 - 5 |
| 11 oktober 2019 | kl 18:30 CET | AIK - Hammarby           | 6 - 0 |

### Grupp C
Not: S = Spelade matcher, V = Vinster, O = Oavgjorda matcher, F = Förluster, GM = Gjorda mål, IM = Insläppta mål, MSK = Målskillnad, P = Poäng
| 10 oktober 2019 | kl 13:00 CET | Västerås - Vänersborg | 4 - 3  |
| 10 oktober 2019 | kl 23:30 CET | Veiterä - Jenisej     | 2 - 13 |
| 11 oktober 2019 | kl 20:00 CET | Vänersborg - Veiterä  | 8 - 1  |
| 11 oktober 2019 | kl 21:30 CET | Jenisej - Västerås    | 6 - 5  |
| 12 oktober 2019 | kl 11:00 CET | Västerås - Veiterä    | 3 - 1  |
| 12 oktober 2019 | kl 12:30 CET | Jenisej - Vänersborg  | 3 - 4  |

### Grupp D
Not: S = Spelade matcher, V = Vinster, O = Oavgjorda matcher, F = Förluster, GM = Gjorda mål, IM = Insläppta mål, MSK = Målskillnad, P = Poäng
| 9 oktober 2019  | kl 18:00 CET | SAIK - Neftyanik      | 3 - 6 |
| 10 oktober 2019 | kl 10:00 CET | Neftyanik - Motala    | 3 - 2 |
| 10 oktober 2019 | kl 20:30 CET | SAIK - Frillesås      | 3 - 1 |
| 11 oktober 2019 | kl 08:30 CET | Neftyanik - Frillesås | 6 - 0 |
| 11 oktober 2019 | kl 23:00 CET | SAIK - Motala         | 6 - 2 |
| 12 oktober 2019 | kl 15:30 CET | Motala - Frillesås    | 1 - 3 |

### Grupp E
Not: S = Spelade matcher, V = Vinster, O = Oavgjorda matcher, F = Förluster, GM = Gjorda mål, IM = Insläppta mål, MSK = Målskillnad, P = Poäng
| 10 oktober 2019 | kl 08:30 CET | Uralskij Trubnik - Åby/Tjureda | 5 - 1 |
| 10 oktober 2019 | kl 19:00 CET | Edsbyn - Bollnäs               | 2 - 7 |
| 11 oktober 2019 | kl 10:00 CET | Åby/Tjureda - Bollnäs          | 1 - 6 |
| 11 oktober 2019 | kl 14:30 CET | Uralskij Trubnik - Edsbyn      | 2 - 1 |
| 12 oktober 2019 | kl 08:00 CET | Edsbyn - Åby/Tjureda           | 2 - 0 |
| 12 oktober 2019 | kl 14:00 CET | Bollnäs - Uralskij Trubnik     | 3 - 1 |

## Slutspel

### Kvartsfinaler
- 12 oktober 19.00 Bollnäs - Uralskij Trubnik 2-1
- 12 oktober 20.35 Neftyanik - AIK 6-0
- 12 oktober 22.10 Villa Lidköping - Sandvikens AIK 5-1
- 12 oktober 23.45 Dynamo Moskva - Jenisej 3-3 (Dynamo Moskva vidare efter straffar)

### Semifinaler
- 13 oktober 10.00 Bollnäs - Villa Lidköping 3-3 (Bollnäs vidare efter straffar)
- 13 oktober 11.30 Neftyanik - Dynamo Moskva 2-0

### Final
- 13 oktober 16.00 Bollnäs - Neftyanik 5-2